# Rohožník (Bratislava)
|  | No s'ha de confondre amb Rohožník (Prešov). |

Rohožník és un poble i municipi d'Eslovàquia que es troba a la regió de Bratislava, a l'extrem occidental del país, prop de la frontera amb Àustria.

## Història
La primera menció escrita de la vila es remunta al 1397.

## Demografia
| Godina             | 1994 | 2004   | 2014   | 2024   |
| ------------------ | ---- | ------ | ------ | ------ |
| Nombre de persones | 3321 | 3480   | 3466   | 3523   |
| Diferència         |      | +4,78% | −0,40% | +1,64% |

| Godina             | 2023 | 2024   |
| ------------------ | ---- | ------ |
| Nombre de persones | 3551 | 3523   |
| Diferència         |      | −0,78% |